# صندلی‌راحتی سنلوکا
صندلی‌راحتی سنلوکا (به ایتالیایی: Poltrona Sanluca)؛ یک صندلی راحتی است که توسط طراحان ایتالیایی پیر جاکومو کاستیلیونی و آکیله کاستیلیونی طراحی شده و در گذر زمان توسط شرکت‌های مختلف تولید شده است. اولین بار در سال ۱۹۶۰ میلادی، تولید آن توسط شرکت مبلمان ایتالیایی شرکت گاوینا و همچنین بنیانگذار آن دینو گاوینا آغاز شد؛ که به همراه دو برادر کاستیلیونی می‌توانند خود را به عنوان «پدر» صندلی خود تعریف کنند. این یکی از مرتبط‌ترین محصولات طراحی صنعتی سدهٔ بیستم میلادی است، این بخشی از مجموعهٔ دائمی موزهٔ طراحی تری‌یناله است. در چهارمین دورهٔ نمایشگاه: «کارخانهٔ رؤیاها» به نمایش گذاشته شد؛ و همین‌طور در بسیاری از نمایشگاه‌ها و موزه‌های بین‌المللی با موضوعیت طراحی صنعتی و طراحی ایتالیایی مانند موزهٔ هنر مدرن در نیویورک به نمایش گذاشته شده است.

## زمینه
اگرچه بسیاری از شایستگی‌های یک محصول را عمدتاً به شرکت و افرادی که آن را در بازار راه‌اندازی کرده‌اند نسبت می‌دهند، اما صندلی‌راحتی سنلوکا اغلب به عنوان مولد طراحی مدرن و یکی از بزرگ‌ترین تجلیات طراحی ایتالیایی شناخته می‌شود (حتی توسط خود دینو گاوینا). سنلوکا اولین ثمرهٔ همکاری و دوستی عمیق میان دینو گاوینا و پیر جاکومو کاستیلیونی است که توسط خود گاوینا چنین تعریف شده است: «یک مشارکت فوق‌العاده». طراحی آن در سال ۱۹۵۹ میلادی انجام شد و نیاز به توسعهٔ بسیار پیچیده‌ای داشت؛ بررسی دربارهٔ قالب‌گیری با چندین مدل پلاستیکی از مواد مختلفی چون خاک رس، سپس گچ و در نهایت چوب. در سال بعد شرکت تازه تأسیس گاوینا آن را به تولید رساند. در سال ۱۹۶۹ میلادی پس از فروختن شرکت ایتالیایی به آمریکایی‌ها به دلیل پایان فاجعه بار همکاری بین دینو گاوینا و یکی از شرکای آی‌آرآی (مؤسسهٔ بازسازی صنعتی)، توسط شرکت نول تولید شد. متعاقباً توسط برنینی از سال ۱۹۹۰ میلادی تولید شد و در حال حاضر، از سال ۲۰۰۴ میلادی، توسط پولترونا فراو تولید می‌شود.

## توضیحات محصول

برش طولی صندلی‌راحتی سنلوکا که اجزای مختلف تشکیل‌دهندهٔ آن قابل مشاهده است.

پروژهٔ سنلوکا حول چند مفهومِ به خوبی تعریف‌شده می‌چرخد؛ ارگونومی اساس مفهوم (کانسپت) محصول است و به نظر می‌رسد بر هر ویژگی دیگر صندلی تأثیر گذاشته است. توجه سازندگان آن به ساخت صندلی راحتی مناسب برای تولید انبوه صنعتی نیز از اهمیت کمتری برخوردار نیست؛ در واقع، صندلی راحتی به گونه‌ای طراحی شده است که اجزای مختلف تشکیل‌دهندهٔ آن قالب‌گیری شوند. همچنین ظرافت و هماهنگی کلی فُرم‌های آن، نه به قیمت از دست دادن راحتی، یکی از مفاهیم اصلی پروژهٔ سنکلر است که با وجود ساختاری بسیار سخت و کاهش ضخامت، بسیار راحت است. این سازه که در ابتدا از فلز ساخته شده بود، اما پس از کسب حقوق تولید توسط برنینی، از چوب نیز ساخته شد (با توجه به سنت دیرینهٔ شرکت بریانتسا در تولید مبلمان چوبی)؛ از چندین جزء مستقل (با درجات مختلف تودوزی) تشکیل شده است که توسط پیچ به یکدیگر متصل می‌شوند. سه نقطهٔ پشتیبانی: صندلی، تکیه‌گاه و پشتی‌سر که ساختار آن‌ها به این شکل است که به هر قسمت از بدن فرد اجازه می‌دهند تا کاملاً سازگار شوند. این منحصر به فرد بودن اجزاء باعث می‌شود که صندلی با وجود ساختاری بسیار سفت و محکم، در برابر چشم، هماهنگ و الاستیک باشد. تودوزی از فوم پلی‌اوره‌اتان (پلی‌اوره‌اتان منبسط شده) و پایه‌ها از چوب سرخ (رُزوود) تراشکاری شده است. روکش از چرم است و از سال ۲۰۰۴ میلادی، زمانی که پولترونا فراو حقوق تولید را به دست آورد، از چرم فراو (انحصاری) استفاده شده است.

## مشخصات فنی
| ارتفاع صندلی | ۴۱۰ میلی‌متر |
| ارتفاع پشتی  | ۶۰۰ میلی‌متر |
| ارتفاع کل    | ۹۹۰ میلی‌متر |
| عرض کل       | ۸۵۰ میلی‌متر |
| عمق کل       | ۹۸۰ میلی‌متر |